# Brooke Fraser
Brooke Gabrielle Fraser (Wellington, Nieuw-Zeeland, 15 december 1983) is een singer-songwriter uit Nieuw-Zeeland die eerst bekend werd door haar rol als zangeres van de band Hillsong United. Een van haar bekendste songs uit die periode is 'Hosanna,' dat vertaald is opgenomen in de opwekkingsliederenbundel. Tegenwoordig heeft Brooke Fraser een succesvolle solocarrière. Haar stem en liedjes zijn ook te (zien en) horen op menig Hillsong Live album/dvd. Brooke Fraser woonde vanaf 2004 lange tijd in Sydney Australië en is in 2008 getrouwd met Scott Ligertwood. Sindsdien is haar officiële naam Brooke Gabrielle Ligertwood. Als artiestennaam voor haar solocarrière bleef ze haar geboortenaam gebruiken. Voor haar werk bij de Hillsong-kerk gebruikt ze de achternaam van haar man.
In de zomer van 2011 brak ze ook in Nederland en België bij het grote publiek door met haar single Something in the Water.
Sinds zeker 2014 woont ze met haar man en dochters in Los Angeles. Ze is daar ook actief als aanbiddingsleider bij Hillsong California. Gitaarfabrikant Martin bracht in februari 2022 een Brooke Ligertwood Custom Artist uitvoering van de 000-28 op de markt.

## Discografie

### Albums
| Album met eventuele hitnotering(en) in de Nederlandse Album Top 100 | Datum van verschijnen | Datum van binnenkomst | Hoogste positie | Aantal weken | Opmerkingen |
| ------------------------------------------------------------------- | --------------------- | --------------------- | --------------- | ------------ | ----------- |
| What to Do with Daylight                                            | 29-10-2003            | -                     |                 |              |             |
| Albertine                                                           | 01-12-2006            | -                     |                 |              |             |
| Flags                                                               | 11-10-2010            | 27-08-2011            | 34              | 6            |             |

### Singles
| Single met eventuele hitnotering(en) in de Nederlandse Top 40 | Datum van verschijnen | Datum van binnenkomst | Hoogste positie | Aantal weken | Opmerkingen                 |
| ------------------------------------------------------------- | --------------------- | --------------------- | --------------- | ------------ | --------------------------- |
| Better                                                        | 04-08-2003            | -                     |                 |              |                             |
| Saving the World                                              | 13-04-2004            | -                     |                 |              |                             |
| Arithmetic                                                    | 16-08-2004            | -                     |                 |              |                             |
| Without You                                                   | 17-01-2005            | -                     |                 |              |                             |
| Deciphering Me                                                | 17-11-2006            | -                     |                 |              |                             |
| Albertine                                                     | 01-12-2006            | -                     |                 |              |                             |
| Shadowfeet                                                    | 09-03-2007            | -                     |                 |              |                             |
| Something in the Water                                        | 20-05-2011            | 30-07-2011            | 22              | 16           | Nr. 25 in de Single Top 100 |
| Betty                                                         | 06-12-2010            | 26-11-2011            | tip15           | -            |                             |

| Single met hitnotering(en) in de Vlaamse Ultratop 50 | Datum van verschijnen | Datum van binnenkomst | Hoogste positie | Aantal weken | Opmerkingen                |
| ---------------------------------------------------- | --------------------- | --------------------- | --------------- | ------------ | -------------------------- |
| Something in the Water                               | 2011                  | 10-09-2011            | tip13           | -            | Nr. 9 in de Radio 2 Top 30 |

### NPO Radio 2 Top 2000
- Van Brooke Fraser stond alleen Something in the Water in 2011 in de NPO Radio 2 Top 2000, op plek 1460.